# Tony Dakota
Tony Dakota (2 de agosto de 1981 en Auburn, Washington, Estados Unidos) es un exactor infantil conocido por sus papeles como "Clavo"  en la serie de televisión 21 Jump Street y como "Georgie Denbrough" en la miniserie It de 1990. También tuvo papeles de voz en la serie de televisión animada Captain N: The Game Master , y tuvo papeles menores en series de televisión como MacGyver. 
En 2019, Dakota repitió su papel de "Georgie Denbrough" en el cortometraje Georgie.

## Filmografía
- Georgie.... Georgie Denbrough (2019)
- MacGyver.... Boy / Tommy Giordano (2 episodios, 1989–1991)
- Mom P.I..... Kid (1 episodio, 1990)
- 21 Jump Street.... Clavo (8 episodios, 1990)
- It.... Georgie Denbrough (1990)
- Captain N: The Game Master.... Voces audicionales (13 episodios, 1989)
- Wiseguy.... Al Merullo Jr. (1 episodio, 1989)
- Little Golden Book Land.... Baby Brown Bear (voz, 1989)
- Immediate Family.... Kid on Blanket (1989)
- Who's Harry Crumb?.... Freedy	(1989)